# Hirokitia
Hirokitia (včasih se piše Choirokoitia, grško Χοιροκοιτία [çiɾociˈti.a] - predlagan pomen Prašičja zibelka; •χοίρος - 'prašič', 'merjasec', •κοιτίς - kraj izvora, zibelka; turško: Hirokitya) je arheološko najdišče na otoku Ciper, datirano v neolitik. Unesco je lokacijo leta 1998 vpisal na seznam svetovne dediščine. Najdišče je znano kot eno najpomembnejših in najbolje ohranjenih prazgodovinskih najdišč vzhodnega Sredozemlja. Velik pomen predstavljajo dokazi o organizirani funkcionalni družbi v obliki kolektivne naselbine z okoliškimi utrdbami za komunalno zaščito. To naselje predstavlja neolitsko nekeramično obdobje, kot rudi približno 20 drugih podobnih naselij, razširjenih po otoku.

## Odkritje
Najdišče je leta 1934 odkril Porphyrios Dikaios, direktor oddelka za starine, ki je med letoma 1934 in 1946 opravil šest izkopavanj. Njegove začetne najdbe so bile objavljene v The Journal of Hellenic Studies leta 1934. Nadaljnja izkopavanja so bila nato izvedena v zgodnjih 70-ih, vendar jih je turška invazija na otok prekinila. Francoska misija pod vodstvom Alaina Le Bruna je leta 1977 nadaljevala izkopavanje mesta. Zaseden je bil od 7. do 4. tisočletja pred našim štetjem.

## Arheologija
Naselje Hirokitia leži na pobočju hriba v dolini reke Maroni, proti južni obali otoka, približno 6 km od morja. Ožje območje obsega 6,2 ha, v celoti zaščiteno pa je 67,5 ha. Metode preživljanja, ki so jih izvajali njeni neolitski prebivalci, so vključevale gojenje poljščin, paša ovc in koz ter reja prašičev. Je zaprta vas, odrezana od zunanjega sveta, razen ob reki, kjer je bila močna stena iz kamnov debeline 2,5 m in 3 m na najvišji ohranjeni ravni. Dostop v vas je bil verjetno prek več vstopnih točk skozi zid. Stavbe znotraj tega zidu sestavljajo okrogle strukture, stisnjene tesno skupaj. Spodnji deli teh zgradb so pogosto kamniti, masivni, s stalnimi dodatki nadaljnjih kamnitih pasov. Njihov zunanji premer se giblje med 2,3 m in 9,20 m, notranji premer pa je le med 1,4 m in 4,80 m. Pred kratkim najdena porušena ravna streha ene stavbe kaže, da niso bile vse strehe kupolaste oblike, kot so sprva verjeli.
Notranji razdelki vsake stavbe so bili urejeni glede na namen njene uporabe. Nizke stene, ploščadi, namenjene delovnim površinam, počivališčem ali skladiščem. Imeli so ognjišča, ki so jih verjetno uporabljali za kuhanje in ogrevanje, klopi in okna, v mnogih primerih pa obstajajo dokazi o slopih, ki so podpirali zgornje nadstropje. Domneva se, da so bile stavbe kot sobe, več jih je bilo združenih okoli odprtega dvorišča in so skupaj tvorile dom. Število prebivalcev vasi naj ne bi smelo presegati 300 do 600 prebivalcev. Ljudje so bili precej nizki - moški v povprečju približno 1,6 m, ženske pa približno 1,25 m. Umrljivost dojenčkov je bila zelo visoka. V povprečju so odrasli moški dopolnili 35 let, ženske pa 33. Mrtve so pokopavali v sključenih položajih tik pod tlemi hiš. V nekaterih primerih so bili najdeni pridatki, ki morda kažejo na obliko kulta prednikov v gospodinjstvih. Ta najstarejša znana kultura na Cipru je bila sestavljena iz dobro organizirane, razvite družbe, ki se je v glavnem ukvarjala s kmetovanjem, lovom in pastirstvom. Pridelovali so večinoma žitne poljščine. Nabirali so tudi sadje dreves, ki so rastli prosto v okolici, na primer pistacije, fige, oljke in suhe slive. Štiri glavne vrste živali, katerih ostanki so bili najdeni na tem območju, so bili jeleni, ovce, koze in prašiči.
Vas Choirokoitia je bila okoli leta 6000 pred našim štetjem iz neznanega razloga  zapuščena in zdi se, da je otok ostal nenaseljen približno 1500 let do naslednje zabeležene entitete, skupine Sotira. Vendar pa so najnovejša odkritja, vključno z več najdišči v bližini starodavne akropole Amathus na vzhodnem robu sodobnega Limassola, znatno zapolnila to kronološko vrzel in razkrila, da je bil otok verjetno stalno zaseden vsaj od 9. tisočletja pred našim štetjem. Zgodnje skupnosti so bile majhne in razpršene, zato ni bi bila vsaka regija tako močno izkoriščena kot kasneje v prazgodovini.

## Ime vasi
Po prevladujočem mnenju je ime vasi sestavljeno iz besede Khiros (prašič / merjasec) in besede Kiti, kar nakazuje območje, kjer so gojili prašiče. Drugi viri trdijo, da je bilo prvotno ime Sidirokitida, torej območje, kjer so našli železo. Rečeno je tudi, da bi lahko izviralo iz besede Khirogetia, ki pomeni prakso vedeževanja. Po drugem mnenju je morda izviralo iz nekega začetnega imena, kot je Ierokitida (Sveto mesto). Toda bolj domiselna mnenja trdijo, da je ime prišlo iz besed giros in oikia, ker so bile prazgodovinske koče okrogle. Poleg tega tradicija pravi, da ime izhaja iz besedne zveze Chere Kitia, ki jo je kraljica Rigena uporabljala za nagovor neke svoje prijateljice iz Kitiona. Trdili so tudi, da ime morda izvira iz rastline Annona cherimola, ki jo na Cipru gojijo pod preprostejšim imenom Cheromolia, čeprav je to zelo malo verjetno. Kakor koli že, na starih zemljevidih je vas označena bodisi kot Cherochetica bodisi kot Chierochitia.

## Galerija
- Rekonstrukcija stavb
- Rekonstrukcija stavb
- Rekonstrukcija stavb
- Rekonstrukcija stavb
- Rekonstrukcija stavb
- Rekonstrukcija stavb